# Continental Mark V

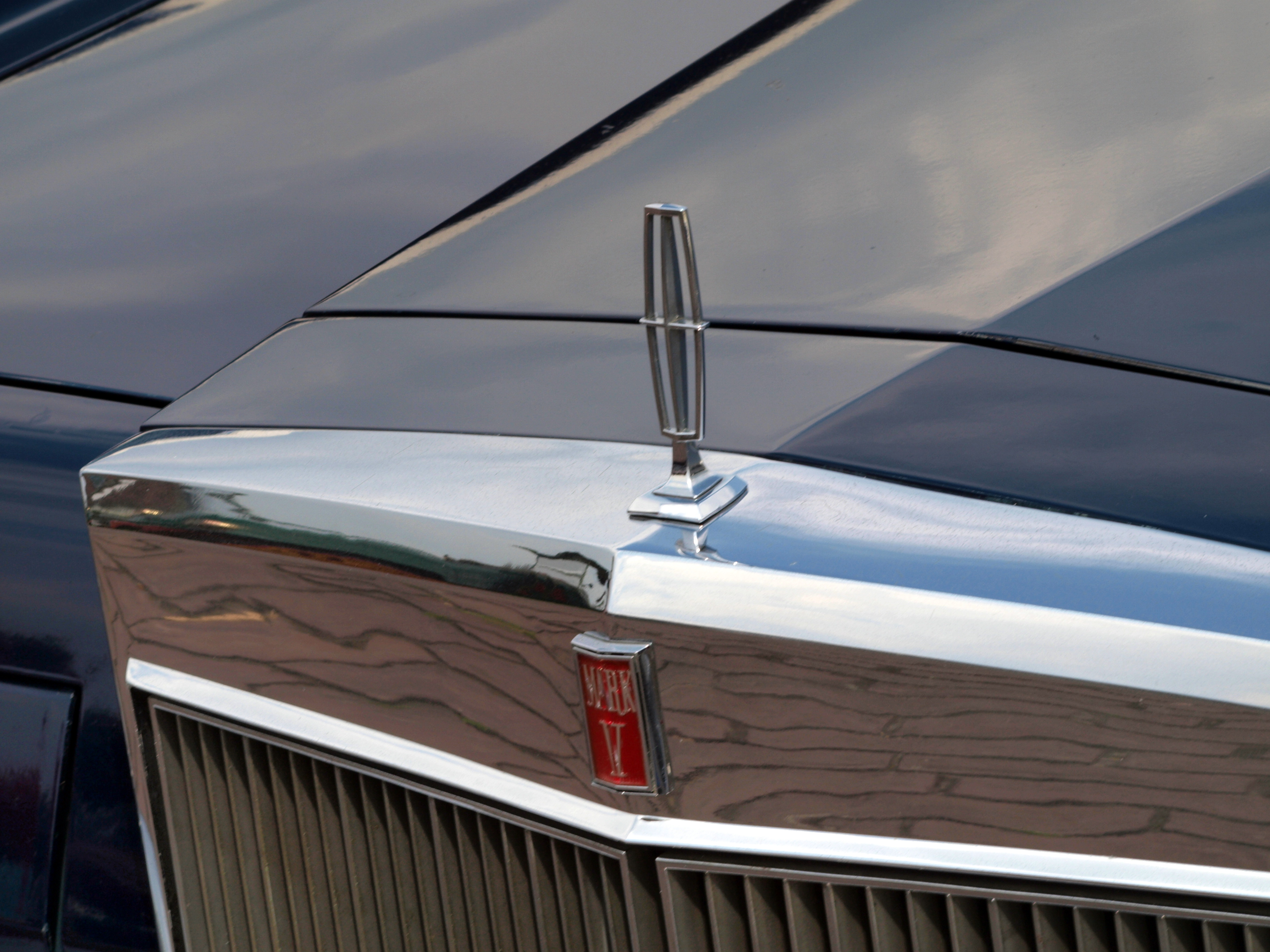
Kühlerfigur des Continental Mark V

Der Continental Mark V war ein Oberklassefahrzeug des amerikanischen Automobilherstellers Ford Motor Company, das von 1977 bis 1979 produziert wurde. Er war die dritte Generation einer 1968 mit dem Continental Mark III begründeten Baureihe von Luxusmodellen, die bis 1983 als Continental Mark Series und seitdem als Lincoln Mark Series bezeichnet wird und die oberhalb der Marke Lincoln positioniert war. Der Mark V verkaufte sich ungeachtet seiner Größe in den späten 1970er-Jahren sehr gut. Es war das erfolgreichste Modell der gesamten Mark-Series.

## Nomenklatur
Hersteller des Continental Mark V war die Lincoln-Mercury Division der Ford Motor Company. Wie bei den Vorgängern Mark III und Mark IV, wurde auch der Mark V offiziell als Continental Mark V vermarktet. Damit knüpfte Ford bei diesem Modell an die Tradition der Continental Division an, die von 1956 bis 1960 eine eigenständige Konzerntochter war und hochwertige Luxusfahrzeuge herstellte, darunter einen in diversen Karosserieformen angebotenen Continental Mark V (1960). Die Bezugnahme auf die Continental Division erfolgte aus Marketinggründen, um so die Exklusivität des Mark V zu dokumentieren. In der Literatur werden dementsprechend üblicherweise nur die Modelle der Jahrgänge 1956 bis 1960 sowie 1969 bis 1983 als Continentals aufgeführt, während die neue, 1983 aufgelegte Mark-Series den Lincoln zugeordnet wird.
Anlass zu Missverständnissen besteht insoweit, als Lincoln den Begriff Continental (ohne den Zusatz „Mark“) seit 1961 zusätzlich auch als reine Modellbezeichnung für seine Modelle verwendete. Diese Fahrzeuge, die unterhalb der Continental-Mark-Reihe positioniert waren, erhielten die Markenbezeichnung Lincoln und hießen Lincoln Continental. Sie hatten technisch (außer im Fall des späteren Mark VI) mit den Continental-Mark-Modellen nichts zu tun.

## Modellgeschichte

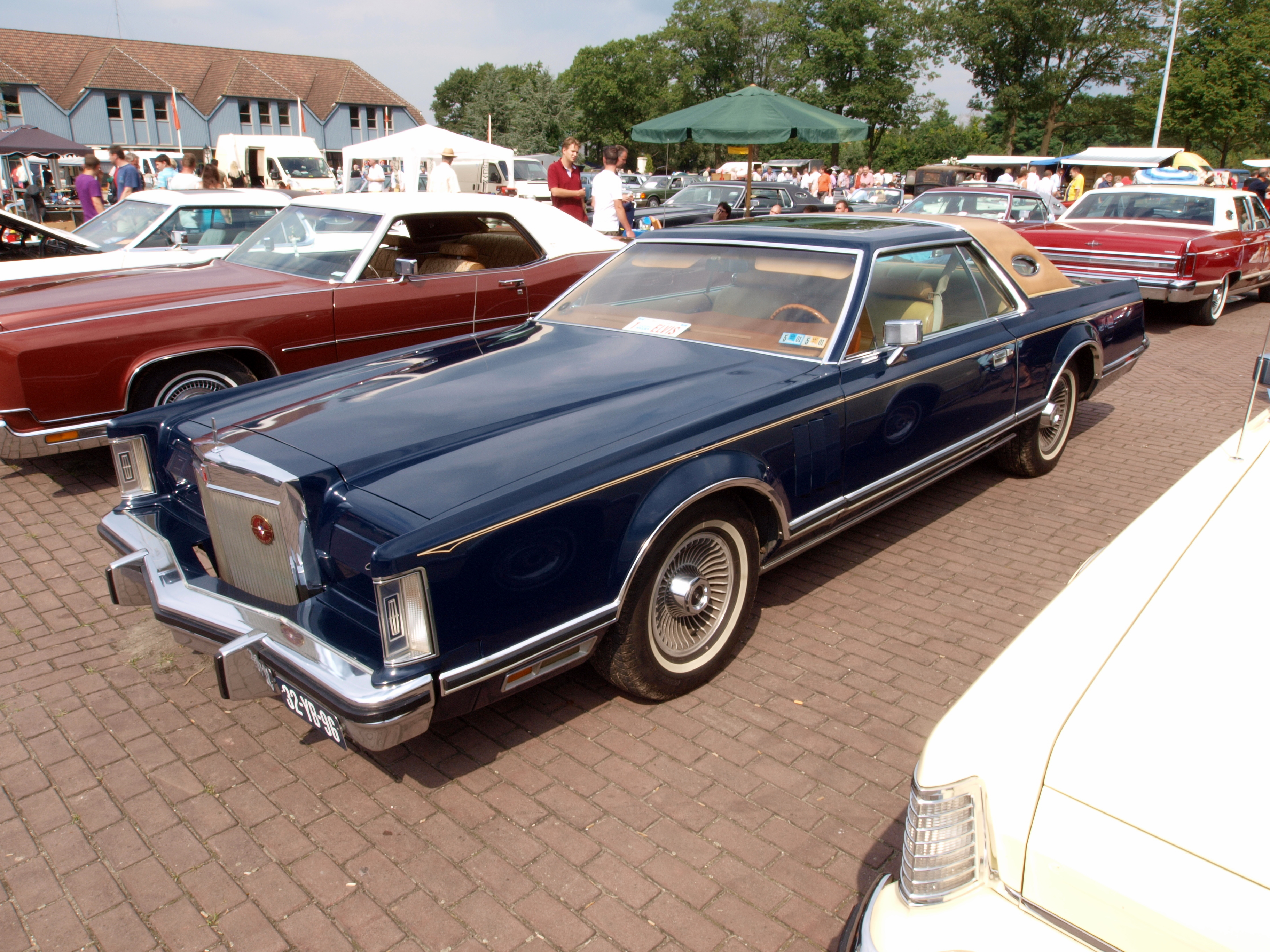
Continental Mark V Bill Blass Edition (1977)

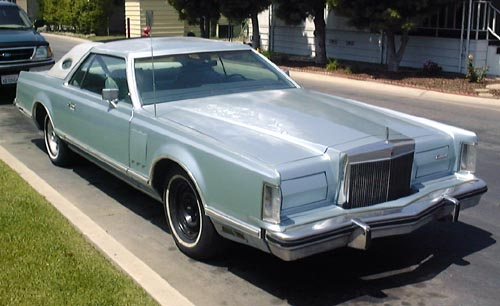
Continental Mark V

Der Continental Mark V war nicht vollständig neu entwickelt. Lincoln übernahm das Chassis und die gesamte Antriebstechnik vom Vorgänger, dem Mark IV. Neu waren lediglich die Karosserie und das Interieur.
Mit dem Mark V trennte sich die bislang parallel verlaufene Entwicklung der Mark-Series von der des Ford Thunderbird. Der Thunderbird wurde zum Modelljahr 1977 gänzlich neu gestaltet und fiel, da er nunmehr auf der Technik des Mittelklassemodells Ford LTD II beruhte, deutlich kleiner aus. Ungeachtet der Sparzwänge, die sich für alle amerikanischen Automobilhersteller aus der ersten Ölkrise ergaben, setzte Lincoln diese Verkleinerung für sein Top-Modell nicht um, um die Zugehörigkeit des Modells zur Oberklasse auch äußerlich zu dokumentieren.
Tatsächlich war der Mark V das einzige neu vorgestellte amerikanische Auto der späten 1970er-Jahre, das (noch) größer war als sein Vorgänger: Die Länge des Coupés wuchs gegenüber dem Mark IV bei gleichem Radstand um sieben Zentimeter, die Breite um 1,5 Zentimeter. Das Platzangebot im Innenraum wuchs; gleichzeitig wurde der Kofferraum um 21 Prozent vergrößert. Kritische Stimmen merkten an, dass eine so hohe Steigerungsrate nur deshalb erreicht wurde, weil der Ausgangswert des Mark IV so niedrig gewesen sei. Allerdings gelang es den Ingenieuren, das Gewicht des Mark V um nahezu 400 kg zu reduzieren.
In stilistischer Hinsicht fiel der Mark V bei grundsätzlich unveränderter Auslegung deutlich eckiger aus als sein Vorgänger. Die Karosserie zeigte nahezu keine Rundungen mehr. Der Mark V trug die typischen Erkennungsmerkmale der Mark-Series: einen an Rolls-Royce erinnernden Kühlergrill, Klappscheinwerfer, eine imitierte Reserveradabdeckung auf dem Kofferraumdeckel und das „Opera Window“, ein ovales Fenster in der C-Säule. Neu waren drei Entlüftungsschlitze („Louvres“) in den vorderen Kotflügeln, die tatsächlich keine Funktion erfüllten und in erster Linie eine Spielerei der Designer waren.
Als Antrieb diente serienmäßig ein 6,6 Liter großer Achtzylindermotor, der 1977 179 PS (132 kW), 1978 166 PS (122 kW) und 1979 159 PS (117 kW) leistete. Das mit einem einfachen Doppelvergaser ausgerüstete Triebwerk erfüllte die strengen Abgasbestimmungen Kaliforniens. In allen Bundesstaaten mit Ausnahme Kaliforniens war 1977 und 1978 alternativ weiterhin der 7,5 Liter große Achtzylindermotor erhältlich, der seit dem Mark III das Standardtriebwerk gewesen war. Er leistete 208 PS (153 kW).
Nach Werksangaben lag der Verbrauch des Mark V bei 19 Litern Normalbenzin auf 100 Kilometer. Das Fachmagazin auto motor und sport veröffentlichte 1979 einen Testbericht mit dem Titel „Der letzte Saurier“ über den Mark V mit 7,5-Liter-V8-Motor und ermittelte einen Testverbrauch von 33,3 Litern auf 100 km. Bei dem Test lief allerdings die Klimaanlage trotz geöffneter Fenster auf voller Kraft, und der Wagen wurde im zweiten Gang bei hoher Geschwindigkeit bewegt.
Der Mark V wurde in seiner dreijährigen Bauzeit weder technisch noch stilistisch überarbeitet. Die einzelnen Modelljahre unterscheiden sich vornehmlich durch die Zusammenstellung der Innenausstattung voneinander.

## Designer Series und Sonderserien
Der Mark V übernahm das 1976 beim Vorgänger eingeführte Konzept spezieller Designer-Serien. Daneben wurden als Sonderserien die Diamond Jubilee Edition (1978) und die Collector’s Series (1979) angeboten.

### Designer Series
Die Designer Series waren besondere Ausstattungsvarianten des Mark V, die mit den Namen bestimmter Modedesigner oder Juweliere verbunden waren. Die Idee einer besonderen Designer-Variante geht auf die American Motors Corporation zurück, die 1971 einen Hornet „Gucci“ einführte. Lincoln bot von 1977 bis 1979 Mark V-Versionen von Bill Blass, Cartier, Hubert de Givenchy und Emilio Pucci an. Die Versionen hatten jeweils eine eigenständige Lackierung und eine besondere Innenausstattung und unterschieden sich von Jahr zu Jahr.

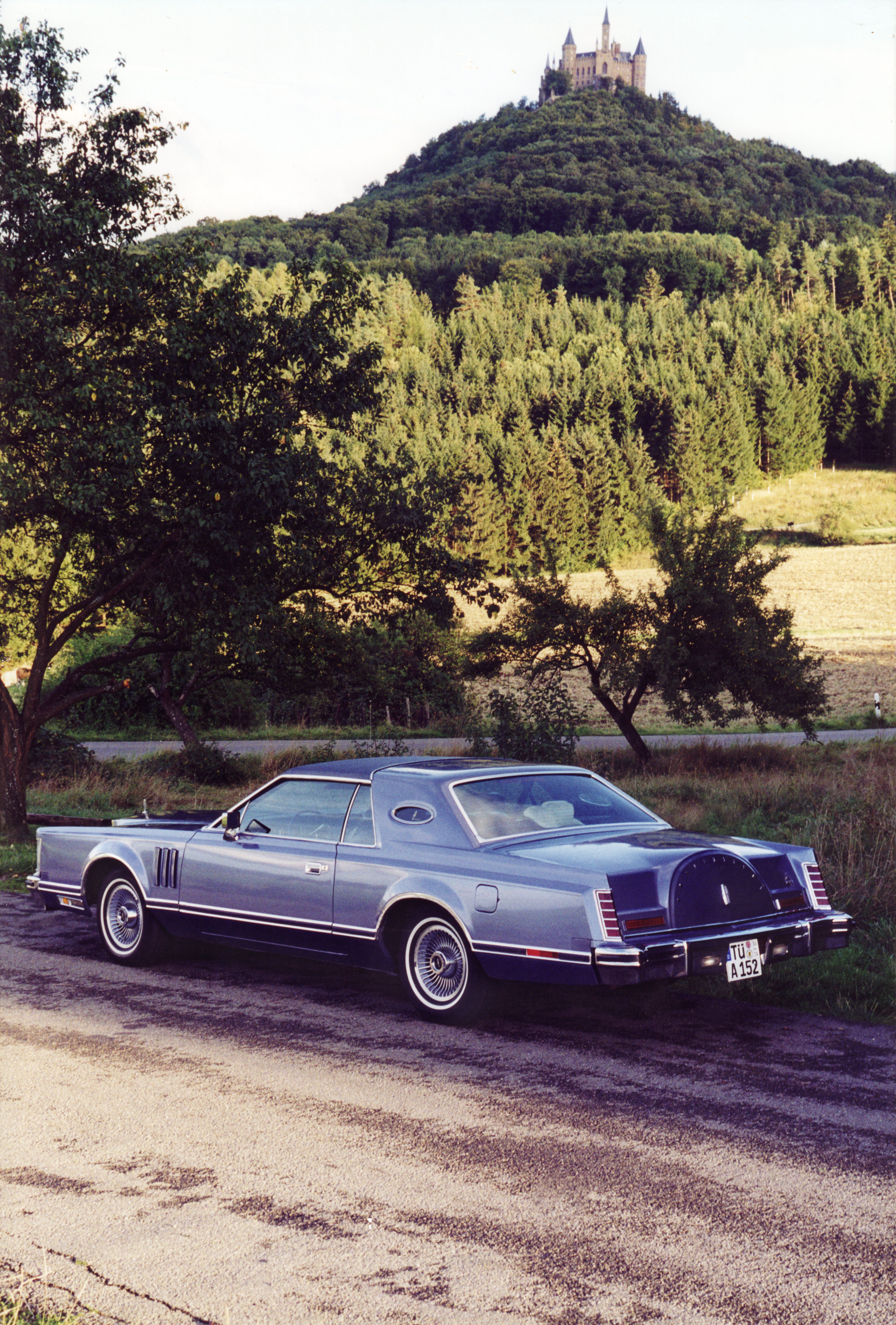
Der Continental Mark V von 1979, in der Ausführung Givenchy, mit seiner unverkennbaren Heckpartie, dem „Continental Kit“.

| Modell- jahr | Bill Blass                                                                                             | Cartier                                                       | Givenchy | Pucci                                                            |
| ------------ | --- | ------------------------------------------------------------- | --- | ---------------------------------------------------------------- |
| 1977         | Lackierung dunkelblau, Vinyldach karamellfarben („Chamois“) Interieur crèmefarben                      | Lackierung taubengrau Vinyldach taubengrau Interieur grau     | Lackierung einschließlich der C-Säule dunkelgrün („Jade“) Vinyldach (nur im vorderen Bereich) karamellfarben Interieur grün | Lackierung schwarz Vinyldach und Interieur weiß                  |
| 1978         | Lackierung dunkelbraun („Cordovan“) Vinyldach crèmefarben („Champagne“) Interieur rotbraun             | Lackierung, Vinyldach und Interieur crèmefarben („Champagne“) | Lackierung einschließlich der C-Säule dunkelgrün („Jade“) Vinyldach (nur im vorderen Bereich) karamellfarben Interieur grün | Lackierung silbermetallic Vinyldach schwarz Interieur taubengrau |
| 1979         | Lackierung zweifarbig: unterer Wagenteil blau, oberer weiß Vinyldach weiß im Stil eines Cabrioletdachs | Lackierung, Vinyldach und Interieur crèmefarben („Champagne“) | Lackierung, Vinyldach und Interieur in verschiedenen Dunkelblautönen                                                        | Lackierung türkis Vinyldach dunkelgrün Interieur cremefarben     |

### Diamond Jubilee Edition (1978)

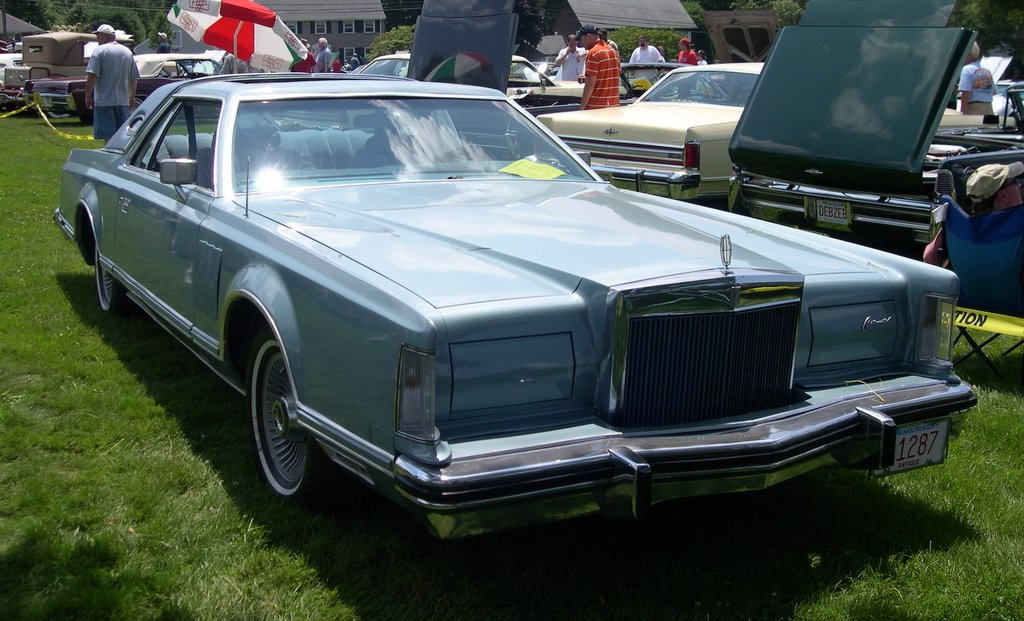
Continental Mark V Diamond Jubilee Edition in Diamond Blue

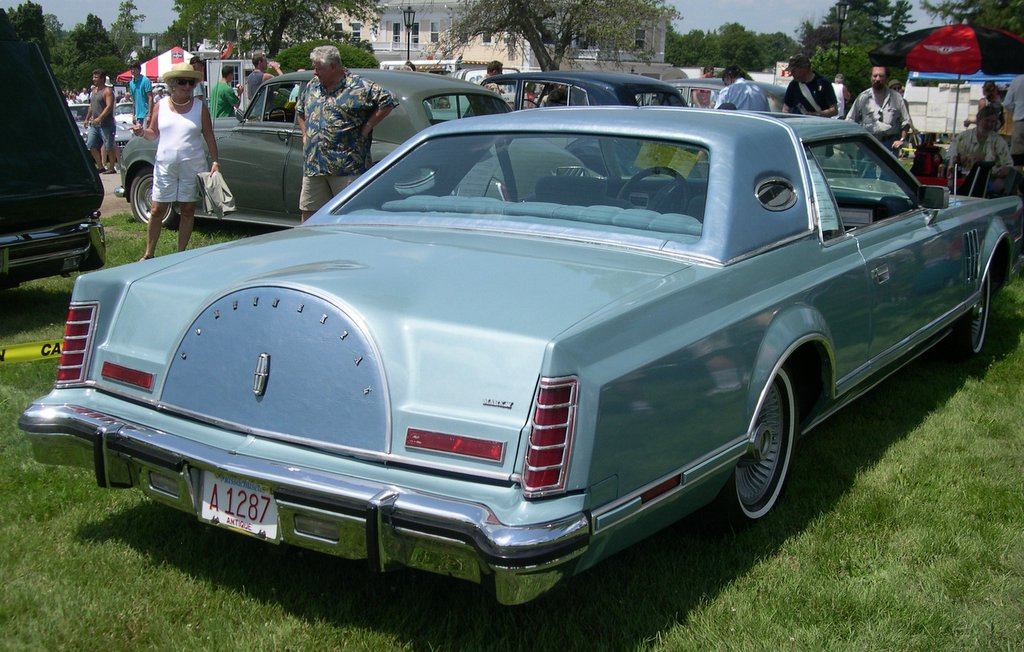
Vinylüberzug für die (imitierte) Reserveradabdeckung: Mark V Diamond Jubilee Edition

Das 75-jährige Bestehen der Ford Motor Company im Jahr 1978 war Anlass, sowohl für den Ford Thunderbird als auch für den Continental Mark V eine Diamond Jubilee Edition zusammenzustellen. Für den Mark V gab es zwei alternative Farbschemata:
- Jubilee Gold: Lackierung, Vinyldach, Felgen und Streben des Kühlergrills in Goldmetallic, Interieur crèmefarben.
- Diamond Blue: Lackierung, Vinyldach und Interieur in verschiedenen Hellblautönen.

Die Fahrzeuge waren komplett ausgestattet und erhielten über das reguläre Zubehör hinaus einige weitere Ausstattungsdetails wie einen Vinylüberzug für die (imitierte) Reserveradabdeckung auf dem Kofferraumdeckel, ein mit Leder verkleidetes Armaturenbrett oder Fahrzeugschlüssel mit Holzeinlagen im Griffbereich.
Der Verkaufspreis für die Fahrzeuge der Diamond Jubilee Edition lag 1978 bei 20.529 $. Das Jubiläumsmodell war damit 8.000 $ (oder den Gegenwert zweier Mittelklassemodelle vom Typ Ford Fairmont) teurer als ein regulärer Mark V. Lincoln verkaufte 1978 insgesamt 5.159 Fahrzeuge der Diamond Jubilee Edition.

### Collector’s Series (1979)
1979, im letzten Modelljahr des Mark V, legte Lincoln eine Collector’s Series auf, mit der der Abschied von den Full-Size-Modellen begangen werden sollte. Die Collector’s Series griff viele Ausstattungsdetails der letztjährigen Diamond Jubilee Edition wieder auf, darunter den Vinylbezug auf dem Kofferraumdeckel und die Holzeinlagen für die Schlüssel. Das Modell war in vier Farben (Hellblau, Dunkelblau, Weiß und Silber) lieferbar. Eine Besonderheit bestand darin, dass es keine Opera Windows aufwies. Der Kaufpreis der Collector’s Series lag bei 20.926 $ (mit Lederausstattung) bzw. 21.326 $ (mit Velours-Interieur). 1979 wurden 6.262 Exemplare der Collector’s Series verkauft.

## Verbreitung

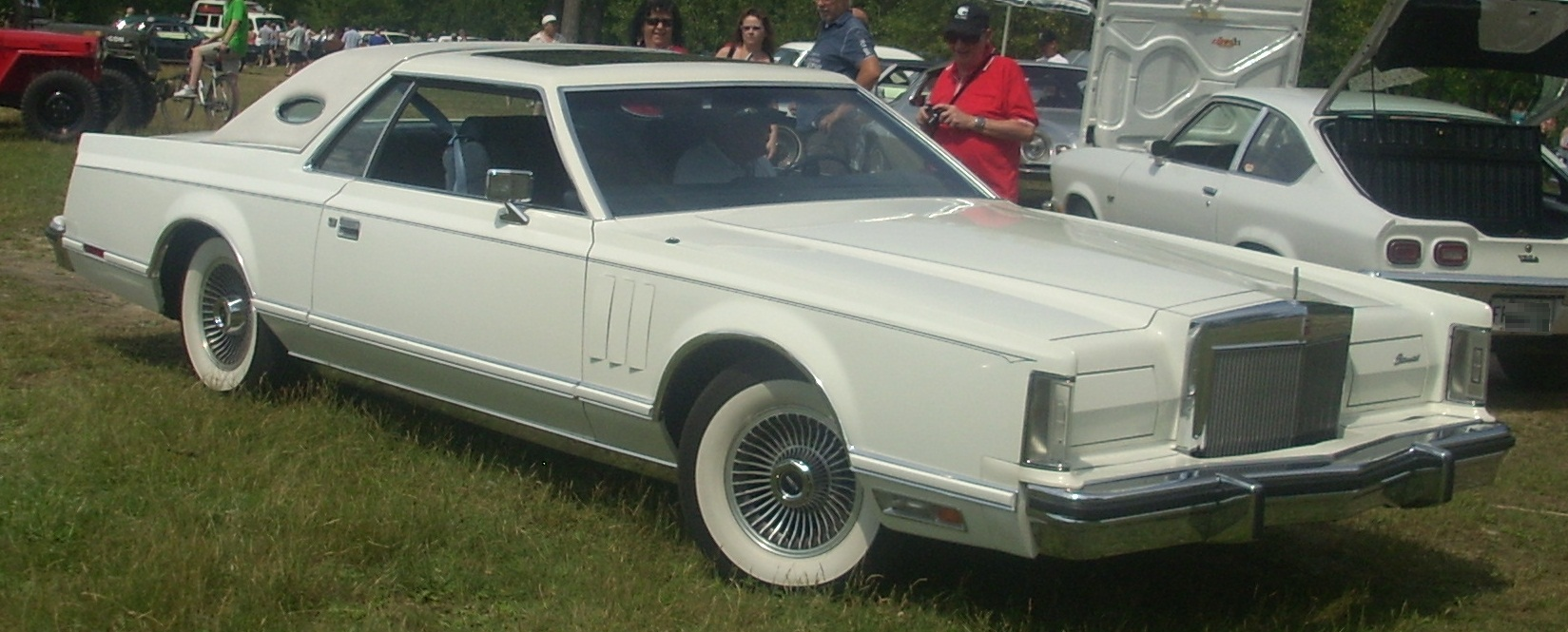
Continental Mark V bei der Auto Classique Laval 2010 in Kanada

Der Mark V war das erfolgreichste Modell der Mark-Series. 1977 verkaufte Ford 80.321 Exemplare, 1978 waren es 72.602 und 1979 – auf dem Höhepunkt der zweiten Ölkrise – noch einmal 75.939 Fahrzeuge.

## Trivia
In der TV-Serie Dallas war ein 1978er Modell des Mark V sehr häufig zu sehen, das von Jim Davis in der Rolle des Jock Ewing gefahren wurde.

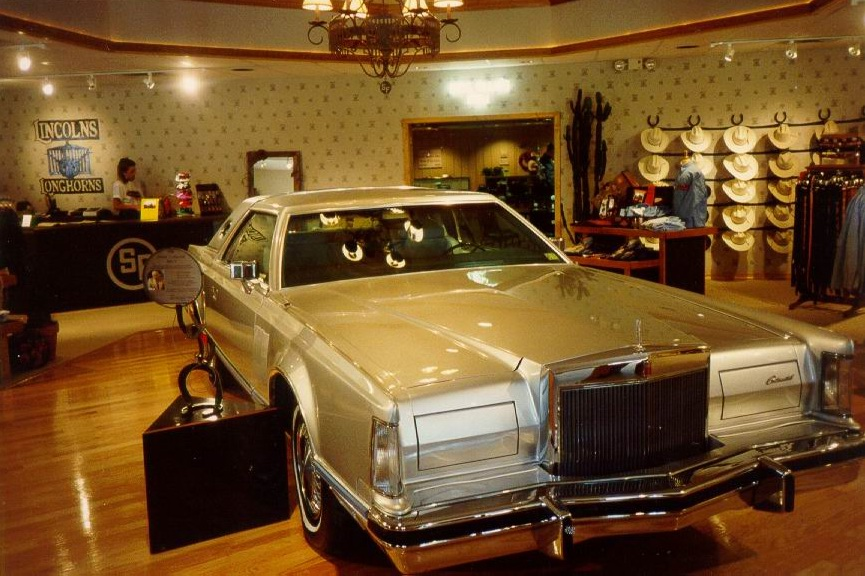
Der Mark V von Jock Ewing

In der TV-Serie Supernatural fährt der Engel Castiel einen goldenen Continental in der Jubilee Edition.